# Райтель, Хельмут
Хельмут Райтель (нем. Helmuth Hans Walter Paul Raithel; 9 апреля 1907, Ингольштадт — 12 сентября 1990, ФРГ) — штандартенфюрер СС.

## Семья и юность
Родился в семье офицера, брат — генерал-лейтенант Вильгельм Райтель. Был женат, отец двух дочерей.
В 1913—1916 учился в народной школе, в 1916—1926 — в гимназии Виттельсбахов в Мюнхене. Будучи гимназистом, участвовал в деятельности штурмабтейлунга «Россбах» — одного из фрайкоров (военизированных добровольческих корпусов, включавших в себя людей с правыми политическими взглядами). В этом качестве принимал участие в путче Гитлера-Людендорфа в Мюнхене в 1923.

## Военная служба
- 1 апреля 1926 поступил в рейхсвер (вооружённые силы Веймарской республики) в качестве кандидата в офицеры.
- С 1 апреля 1926 по 15 октября 1934 проходил службу в 19-м пехотном полку.
- С 1 июля 1927 — ефрейтор-фаненюнкер.
- С 1 октября 1927 — фанеюнкер-унтер-офицер.
- С августа 1928 — фенрих (прапорщик).
- С 1 июня 1930 — лейтенант.
- С 1 июля 1932 — обер-лейтенант.
- С 1 апреля по 30 июня 1935 проходил обучение в школе связи в Ютенбурге.
- В 1935—1937 — офицер связи 100-го пехотного полка.
- С 1 апреля 1937 — гауптман (капитан).
- В 1937—1938 — командир роты 99-го горнострелкового полка.
- В 1938—1939 — адъютант 99-го горнострелкового полка.
- В 1939—1940 — начальник подготовки в горнострелковой школе в Фульпмесе.
- С 15 августа 1940 — командир батальона 143-го горнострелкового полка, участвовал в боях на Крите (весной 1941), а затем на северном участке Восточного фронта.
- С 1 ноября 1941 — майор.
- В августе-октябре 1942 находился в резерве.
- В 1942—1943 — командир второго учебного курса горнострелковой школы.
- С 1 августа по 4 октября 1943 — командир 746-го гренадерского полка.
- С 1 октября 1943 — подполковник.

## Член СС
- 1 декабря 1943 вступил в СС (№ 470211) в чине оберштурмбаннфюрера войск СС.
- С 20 апреля 1944 — штандартенфюрер войск СС.
- С 30 ноября 1943 по 6 июня 1944 — командир 28-го полка 13-й горной дивизии СС «Ханджар», участвовал в боевых действиях на Балканах против партизан.
- В 1944 был представлен командиром 13-й дивизии бригадефюрером СС Зауберцвайгом к Рыцарскому Железному кресту, но не получил его.
- С 1 июля 1944 (или с 6 июня 1944) по 28 сентября 1944 — командир 23-й горной дивизии СС «Кама».
- С 1 октября 1944 по 12 декабря 1944 находился на излечении в лазарете Аграм в связи с ранением.
- С 12 декабря 1944 по 8 мая 1945 — командир 11-го горнострелкового полка СС «Рейнхард Гейдрих» в составе 6-й горной дивизии СС «Норд».
- В мае 1945 сдался англо-американским войскам.

## Награды
- Орден крови (за участие в путче в Мюнхене в 1923).
- Железный крест 2-го класса (25 сентября 1939).
- Железный крест 1-го класса (26 апреля 1941).
- Германский крест в золоте (31 января 1942).
- Восточная медаль (9 января 1943).
- болгарская медаль за храбрость (17 марта 1943).
- нарукавная лента Kreta (3 апреля 1943) — за участие в боях на Крите в 1941.
- Пехотно-штурмовой знак (22 мая 1943).
- Крест за военные заслуги 2-го класса с мечами.